# Black and Gold
Black and Gold è il singolo d'esordio di Sam Sparro, estratto dal suo primo album Sam Sparro. La canzone è stata remixata Max Sanna e Steve Pitron, Paul Epworth, Al Usher, Kings Of The Universe e Russ Chimes. La versione originale del singolo è stata resa disponibile su iTunes il 23 marzo 2008, mentre l'intero album la settimana seguente. Il 7 aprile, è stato pubblicato anche il CD.

## Tracce
CD Single
1. Black And Gold (radio edit)
2. S.A.M.S.P.A.R.R.O.

12" Single
1. Black And Gold (Sanna & Pitron mix)
2. Black And Gold (Al Usher remix)
3. Black And Gold (phones hard as diamonds mix (dub))

7" Single
1. Black And Gold
2. Black And Gold (phones hard as diamonds mix (dub)])

## Video
Il video del brano è il primo del cantante.
Vede una limousine arrivare col cantante dentro ed escono degli uomini vestiti da pinguino,così come il cantante. Sam e gli altri ballano e ogni tanto appare la camicia del cantante che brilla, le scintille dall'ombrello e i fuochi d'artificio.
Alla fine del video il cantante entra nella limousine assieme agli uomini cosicché la macchina possa partire.

## Classifiche
| Classifica (2008) | posizione più alta |
| ----------------- | ------------------ |
| Australia         | 4                  |
| Austria           | 50                 |
| Belgio (Fiandre)  | 15                 |
| Belgio (Vallonia) | 36                 |
| Croazia           | 47                 |
| Danimarca         | 10                 |
| Germania          | 40                 |
| Italia            | 16                 |
| Nuova Zelanda     | 12                 |
| Paesi Bassi       | 47                 |
| Regno Unito       | 2                  |
| Turchia           | 5                  |